# ميك كريبس
ميك كريبس (بالإنجليزية: Mick Cripps)‏ هو موسيقي أمريكي، ولد في 22 نوفمبر 1960 في أديلايد في أستراليا.

## وصلات خارجية
- ميك كريبس على موقع IMDb (الإنجليزية)
- ميك كريبس على موقع ميوزك برينز (الإنجليزية)
- ميك كريبس على موقع ديسكوغز (الإنجليزية)